# (5112) Kusaji
(5112) Kusaji est un astéroïde de la ceinture principale.

## Description
(5112) Kusaji est un astéroïde de la ceinture principale. Il fut découvert le 23 septembre 1987 à Kushiro par Seiji Ueda et Hiroshi Kaneda. Il présente une orbite caractérisée par un demi-grand axe de 2,17 UA, une excentricité de 0,13 et une inclinaison de 5,8° par rapport à l'écliptique. 
Il s'agit d'un astéroïde binaire dont la nature binaire a été déterminée le 10 novembre 2016 par une équipe européenne.

## Compléments